# Article 18 de la Constitution tunisienne de 1959
L'article 18 de la Constitution tunisienne de 1959 est le 18e des 78 articles de la Constitution tunisienne adoptée le 1er juin 1959.
Il est le premier article du deuxième chapitre intitulé « Le pouvoir législatif », qui décrit la composition de l'Assemblée nationale tunisienne, les conditions de ses membres, leurs attributions et son fonctionnement. L'article 18 définit le rôle principal de la Chambre des députés.
L'article est modifié par la loi constitutionnelle n°81-47 du 9 juin 1981, afin de rebaptiser l'appellation d'« Assemblée nationale » originale en « Chambre des députés ».

## Texte
Texte original

« Le peuple exerce le pouvoir législatif par l'intermédiaire d'une assemblée représentative, dénommée Assemblée nationale. »

Texte actuel

« Le peuple exerce le pouvoir législatif par l'intermédiaire d'une assemblée représentative, dénommée Chambre des députés. »